# A Hard Day's Night (Sugarcult)
A Hard Day's Night è un EP del gruppo pop punk statunitense Sugarcult, pubblicato solo per il mercato giapponese il 16 novembre 2005 e contenente una cover dei The Beatles.

## Tracce
1. A Hard Day's Night
2. Memory (Acoustic)
3. Stuck In America (Live)
4. Champagne (Live)

## Formazione
- Tim Pagnotta - voce, seconda chitarra
- Marko DeSantis - prima chitarra
- Airin Older - basso, voce d'accompagnamento
- Ken Livingston - batteria